# سفارة أنغولا في بولندا
سفارة أنغولا في بولندا هي أرفع تمثيل دبلوماسي لدولة أنغولا لدى بولندا. تقع السفارة في وارسو وهي تهدف لتعزيز المصالح الأنغولية في بولندا.

## وصلات خارجية
- الموقع الرسمي
- قائمة سفارات أنغولا
- قائمة السفارات في بولندا